# RuDee Sade
RuDee Sade (* 7. November 1986 als RuDee Sade-Alene Lipscomb in Dayton, Ohio) ist eine afroamerikanische Schauspielerin.

## Leben und Karriere
RuDee Sade besucht fünf unterschiedliche Highschools, bevor sie die John Burroughs High in Burbank 2004 mit Auszeichnung beendete. Am Dartmouth College machte sie ihren Abschluss in Schauspielerei.
Im Alter von drei Jahren stand sie in dem Kurzfilm This Old Man von Malcolm-Jamal Warner vor der Kamera. Anschließend erhielt sie Rollen in den Fernsehserien University Hospital und Ein Wink des Himmels, bevor sie in dem Fantasyfilm Don’t Look Under the Bed von Disney mitspielte. Im Jahr 2001 verlieh Sade in der englischen Version von Der kleine Eisbär die Stimme der Eisbärin Greta, die in der ursprünglichen Version von Jeanette Biedermann gesprochen wurde. Anschließend spielte sie die Rolle Laurel in  Emilys Geheimnisse und verkörperte in der Fernsehserie von Bernie Mac, The Bernie Mac Show, in der Folge The King and I den Charakter Allison. Für vier Folgen sah man sie in der US-amerikanischen Serie Listen Up als Sarah neben Malcolm-Jamal Warner. Ihren bisher letzten Auftritt hatte sie in der Comedyserie Alle hassen Chris als Princess Latifah und spielte dabei neben Tyler James Williams (als Chris) und Terry Crews (als dessen Vater) mit.

## Filmografie (Auswahl)
- 1990: This Old Man (Kurzfilm)
- 1995: University Hospital (Fernsehserie, zwei Folgen)
- 1999: Ein Wink des Himmels (Promised Land, Fernsehserie, Folge 3x17 Ein falsches Wort)
- 1999: Die Rückkehr der vergessenen Freunde (Don’t Look Under the Bed)
- 2001: Der kleine Eisbär  (Stimme)
- 2001: Emilys Geheimnisse (Little Secrets)
- 2001: What’s Up, Dad? (Fernsehserie, drei Folgen)
- 2002: The Bernie Mac Show (Fernsehserie, Folge 1x11 The King and I)
- 2004–2005: Listen Up (Fernsehserie, vier Folgen)
- 2009: Alle hassen Chris (Everybody Hates Chris, Fernsehserie, Folge 4x12 Everybody Hates Varsity Jackets)